# Каннансаари
Каннансаари (фин. Kannansaari — «остров-полуостров», Каннсаари, Каннесаари) — остров в Ладожском озере заливе Лайккаланлахти. Относятся к группе западных Ладожский шхер. Территориально относится к Лахденпохскому району Карелии. Длина острова — 800 м, ширина — 300 м.
От материка остров отделяет небольшой пролив, который становится перешейком при падении уровня воды поэтому и название его в переводе финского означает «остров-полуостров». Рядом с Каннансаари расположен островок скалистый Келкутти.

## История
Вплоть до XVI века на острове Каннансаари находился небольшой православный монастырь, о котором дошли лишь скудные сведения. Первое упоминание содержится в воспоминаниях соратника шведского полководца Германа Флеминга, который в 1573 году огнём и мечом прошёлся по землям Корельского уезда. Соратник Флеминга пишет, что шведы сожгли две красивые церкви и монастырь на острове Каннансаари. В шведской налоговой книге 1590 года снова упоминается этот монастырь. В ней монастырские земли на острове Каннансаари названы опустевшими. Больше упоминаний об этой островной обители в официальных документах не встречалось.
Народная память долго хранила предания о монастыре. В 1873 году Теодор Швиндт, в будущем известный археолог, собирал народные легенды и предания в районе деревни Куркийоки. Вот что ему рассказали жители Риеккала: «Во время большой войны со шведами монахи монастыря на острове Каннансаари вывезли свои ценности на шести лошадях и утопили их у камня Сатулакиви на другом берегу пролива. Колокола с монастырской колокольни были опущены в Ладогу у горы Ляявямяки».
В 1873 году на острове побывал исследователь древности Йохан Магнус Салениус: «Если идти на лодке от Куркиекской церкви на юго-восток, через 3 версты придёшь к двум мысам Куитиниеми и Ляявямяки. Между ними залив Лайтурилакс. На Ляявямяки раньше стояла церковь или колокольня. Во время нападения шведов колокола сбросили в Ладогу. На склоне Куитниеми растёт липовая поросль. За Лайтурилахти тянется долина, проходящая в глубь острова с землями пригодными для земледелия. Когда крестьяне пахали там землю, из-под плуга выходили кресты, такие какие носят православные. Пастухи по весне нашли кресты, а также образ, которые я в прошлом году отдал в Общество древностей. Они были найдены в месте на поле, заросшей осокой, которое называется „Кирккомаа“ — церковная земля в юго-восточной части. Церковной землей зовется лужайка в центральной части острова между полями, её всегда оставляют непаханой. На церковной земле плоские, продолговатые камни. Один — на восток, другой на запад. Есть там и протяженные ямы. В западной части Кирккомаа находится Киркокаллико (церковная скала). На вершине её две ямы, стены которых сложены из камней. Здесь, вероятно стояла часовня, состоявшая из двух помещений».
Легенда о монастыре на острове Каннансаари заинтересовала Теодора Швиндта, и в 1889 году он, уже будучи опытным археологом, возвращается на остров. Вот что он написал о нём: «Каннансаари — небольшой остров в двух верстах от Куркиекской церкви. На нём сейчас остались только луга и поля. В северо-западной части в направлении Куркиекской церкви расположены две горы — Кууттимяки и Ляявямяки, между которыми скала Лайтурикаллио и долина Лайтурилакс. Здесь был монастырский причал. Чуть выше на острове внутри поля земля Кирккомаа, и скала Кирккомаакаллио. На каменистой горке остались две большие ямы. Здесь, видимо, и была церковь. На Кирккомаа были найдены кости и кирпичи. Вероятно, здесь было монастырское кладбище. На склоне горы Ляявятмяки обнаружил фрагменты керамики и бронзовый гребень».
В 1888 году на острове Каннансаари побывал другой известный археолог Ялмар Аппельгрен. Около моста, соединявшего остров с материком, он нашёл бронзовую чашу для святых даров.
В сентябре 2000 года на острове был установлен и освящён поклонный крест в память об уничтоженном монастыре.
На острове расположены пастбище и сенокос, он соединён с материком мостиком. Когда уровень воды в Ладожском озере понижается, то можно видеть остатки каменного моста, ведущего с материка на островок.